# Boordloze dennenzwam
De boordloze dennenzwam (Skeletocutis kuehneri) is een schimmel behorend tot de familie Incrustoporiaceae. De schimmel werd in 1982 door Alix David beschreven als nieuw voor de wetenschap. Het holotype werd verzameld in Frankrijk op dennen. De schimmel is een opvolgersoort en groeit het liefst op dennen die eerder zijn aangetast door Trichaptum-schimmels, met name T. abietinum.

## Verspreiding
De paddenstoel komt voor in Noorwegen, Finland en Zweden, hoewel hij zeldzaam is in de Scandinavische landen. In Nederland komt hij zeer zeldzaam voor. Hij staat op de rode lijst in de categorie Verdwenen. Sinds 1987 is hij niet meer in Nederland waargenomen.